# Giải của Hiệp hội phê bình phim Los Angeles cho quay phim xuất sắc nhất
Giải của Hiệp hội phê bình phim Los Angeles cho quay phim xuất sắc nhất là một giải của Hiệp hội phê bình phim Los Angeles dành cho quay phim được bầu chọn là tốt nhất trong năm.

## Các phim và các người đoạt giải[1]

### Thập niên 1970
| Năm  | Phim               | Người quay phim  |
| ---- | ------------------ | ---------------- |
| 1975 | Barry Lyndon       | John Alcott      |
| 1976 | Bound for Glory    | Haskell Wexler   |
| 1977 | Julia              | Douglas Slocombe |
| 1978 | Days of Heaven     | Néstor Almendros |
| 1979 | The Black Stallion | Caleb Deschanel  |

### Thập niên 1980
| Năm  | Phim                                      | Người quay phim                                  |
| ---- | ----------------------------------------- | ------------------------------------------------ |
| 1980 | Tess                                      | Ghislain Cloquet & Geoffrey Unsworth (truy tặng) |
| 1981 | Reds                                      | Vittorio Storaro                                 |
| 1982 | Blade Runner                              | Jordan Cronenweth                                |
| 1983 | Fanny and Alexander (Fanny och Alexander) | Sven Nykvist                                     |
| 1984 | The Killing Fields                        | Chris Menges                                     |
| 1985 | Out of Africa                             | David Watkin                                     |
| 1986 | The Mission                               | Chris Menges                                     |
| 1987 | The Last Emperor                          | Vittorio Storaro                                 |
| 1988 | Wings of Desire (Der Himmel über Berlin)  | Henri Alekan                                     |
| 1989 | The Fabulous Baker Boys                   | Michael Ballhaus                                 |

### Thập niên 1990
| Năm  | Phim                                                  | Người quay phim  |
| ---- | ----------------------------------------------------- | ---------------- |
| 1990 | Goodfellas                                            | Michael Ballhaus |
| 1991 | Barton Fink                                           | Roger Deakins    |
| 1991 | Homicide                                              | Roger Deakins    |
| 1992 | Raise the Red Lantern (Da hong deng long gao gao gua) | Zhao Fei         |
| 1993 | Schindler's List                                      | Janusz Kamiński  |
| 1993 | The Piano                                             | Stuart Dryburgh  |
| 1994 | Ed Wood                                               | Stefan Czapsky   |
| 1995 | Shanghai Triad (Yao a yao yao dao waipo qiao)         | Lü Yue           |
| 1996 | The English Patient                                   | John Seale       |
| 1996 | Michael Collins                                       | Chris Menges     |
| 1997 | L.A. Confidential                                     | Dante Spinotti   |
| 1998 | Saving Private Ryan                                   | Janusz Kamiński  |
| 1999 | The Insider                                           | Dante Spinotti   |

### Thập niên 2000
| Năm  | Phim                                                             | Người quay phim           |
| ---- | ---------------------------------------------------------------- | ------------------------- |
| 2000 | Crouching Tiger, Hidden Dragon (Wo hu cang long)                 | Peter Pau                 |
| 2001 | The Man Who Wasn't There                                         | Roger Deakins             |
| 2002 | Far from Heaven                                                  | Edward Lachman            |
| 2003 | Girl with a Pearl Earring                                        | Eduardo Serra             |
| 2004 | Collateral                                                       | Dion Beebe & Paul Cameron |
| 2005 | Good Night, and Good Luck.                                       | Robert Elswit             |
| 2006 | Children of Men                                                  | Emmanuel Lubezki          |
| 2007 | The Diving Bell and the Butterfly (Le scaphandre et le papillon) | Janusz Kamiński           |
| 2008 | Still Life (Sanxia haoren)                                       | Yu Lik-wai                |